# Tetrathemis platyptera
Tetrathemis platyptera är en trollsländeart som först beskrevs av Selys 1878.  Tetrathemis platyptera ingår i släktet Tetrathemis och familjen segeltrollsländor. IUCN kategoriserar arten globalt som livskraftig. Inga underarter finns listade i Catalogue of Life.

## Bildgalleri

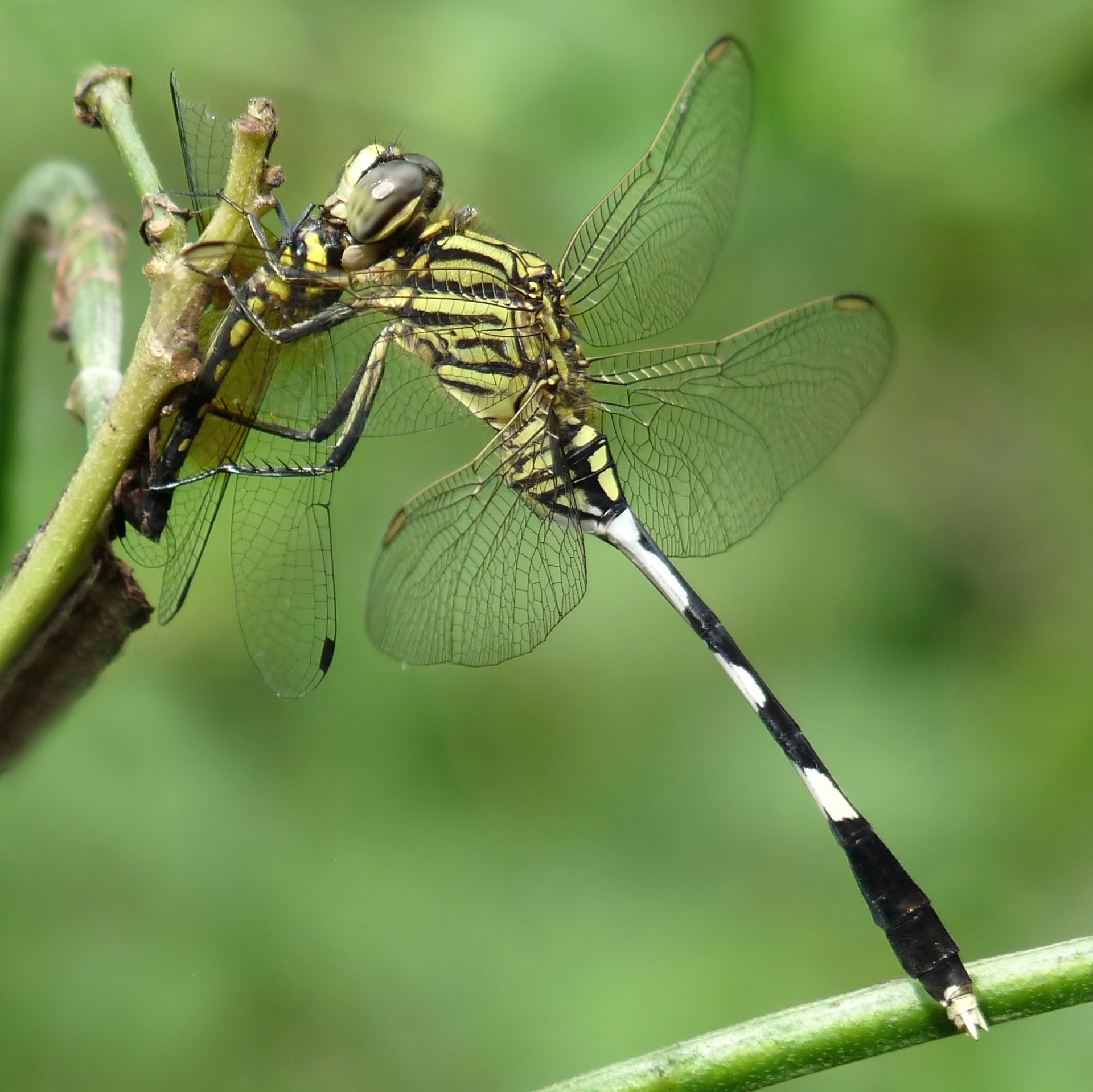
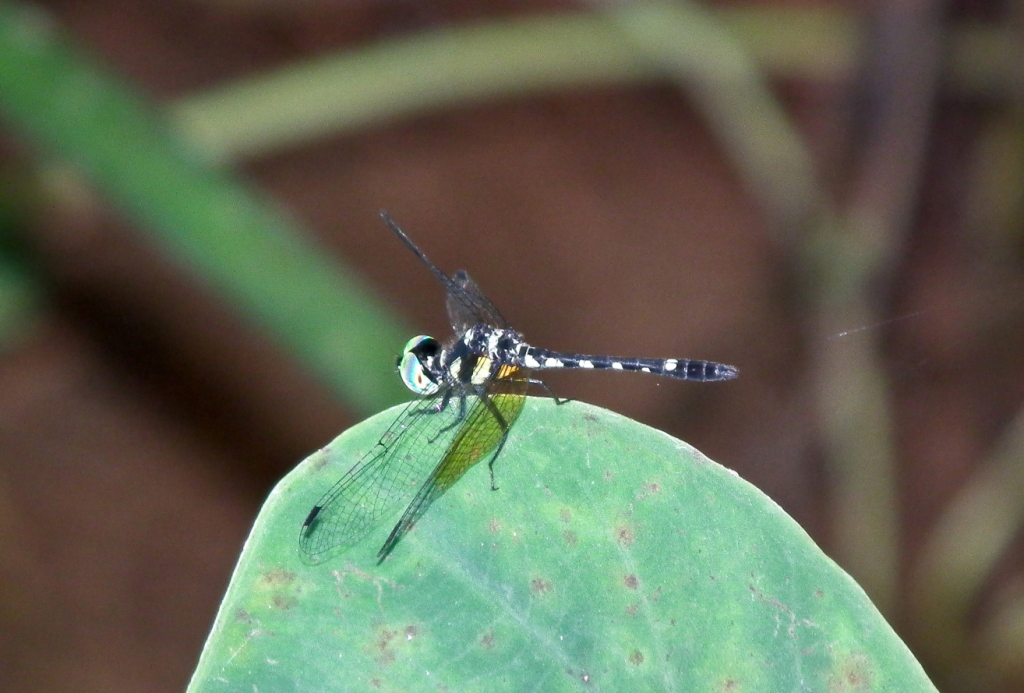
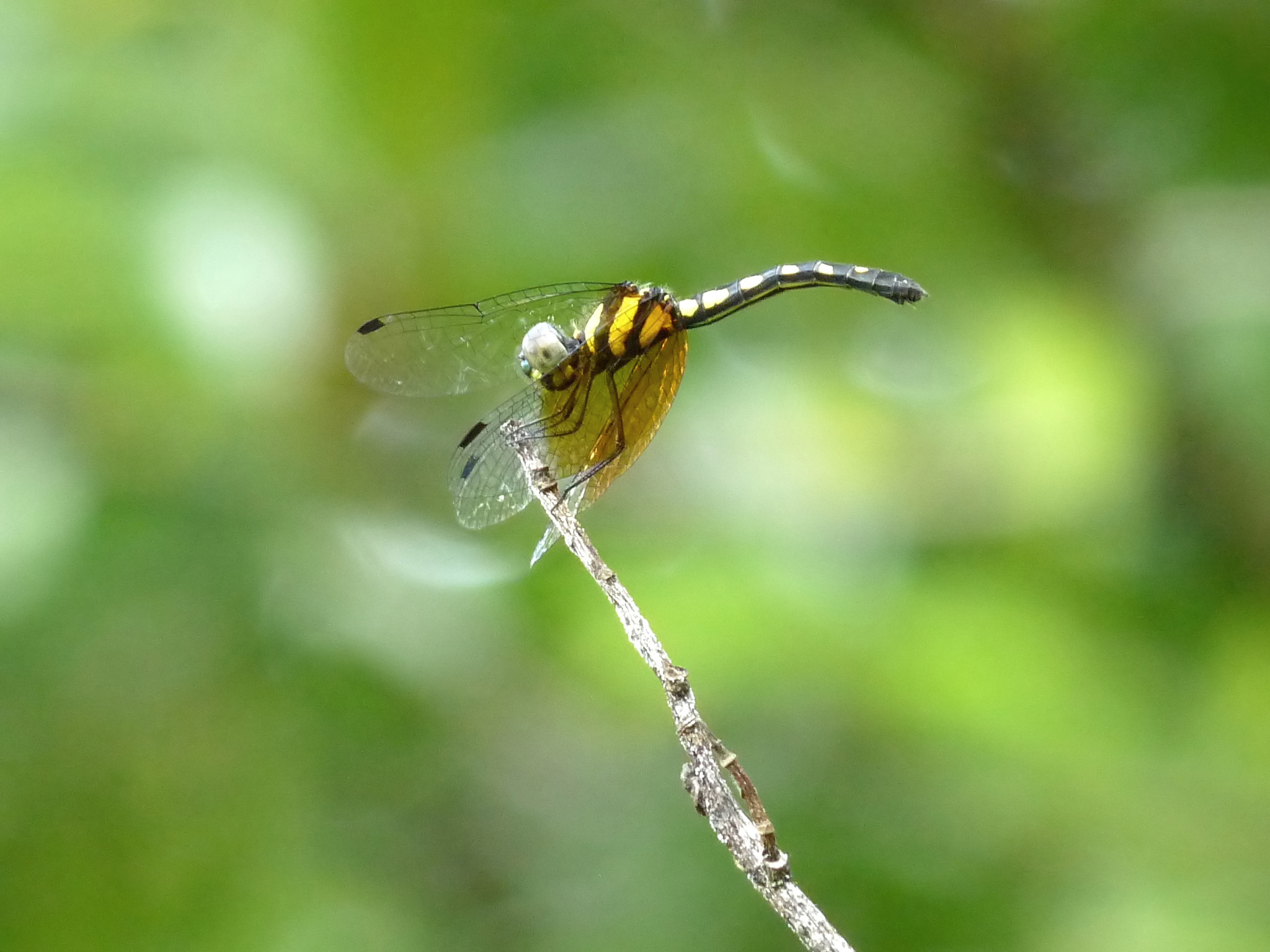
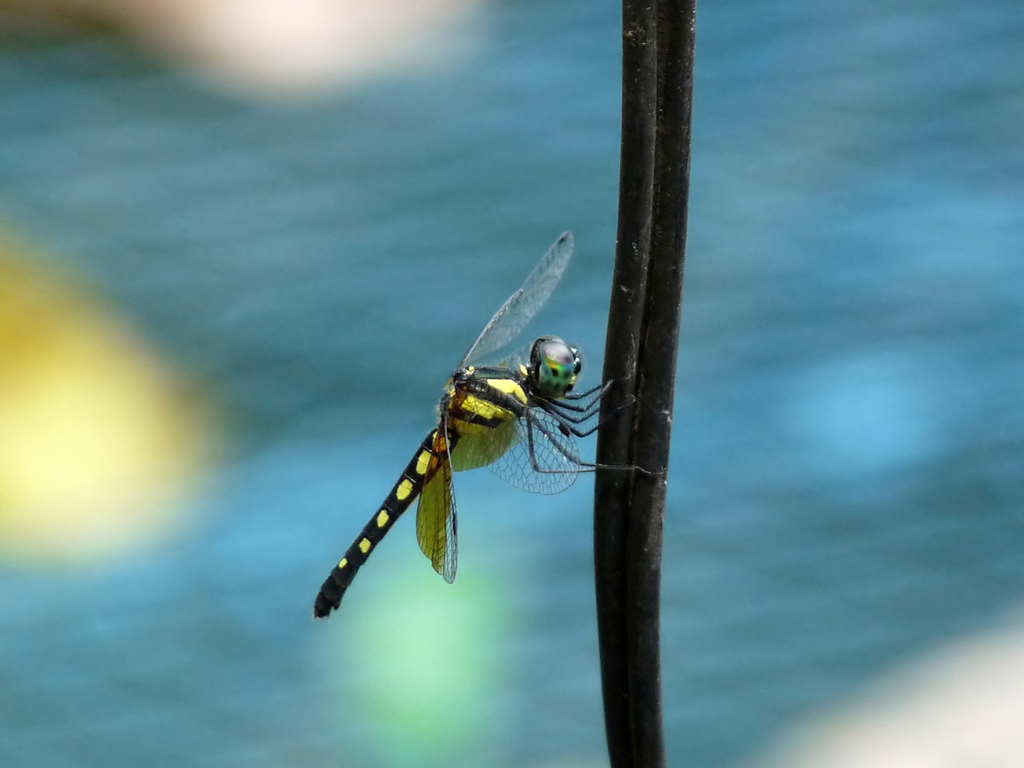